# J. de Villemont
El abad J. de Villemont (5 de noviembre de 1850-27 de noviembre de 1931) fue un religioso francés y escritor antimasónico, director del boletín informativo Bulletin de l'Association antimaçonnique. Escribió varios libros bajó el seudónimo de J. Tourmentin.

## Biografía
Fue un fundador del Comité Antimaçonnique de Paris en 1897 que cambío su nombre en 1904 por "Asociación antimasónica de Francia".